# Perdiu boscana galtablanca
La Perdiu boscana galtablanca (Arborophila atrogularis) és una espècie d'ocell de la família dels fasiànids (Phasianidae) que habita al pis inferior de la selva humida de les terres baixes del sud-est de l'Índia, sud-oest de la Xina i Myanmar.